# محمد البدراوي
محمد البدراوي مواليد 27 يونيو 1971 بمدينة بني ملال ، هو لاعب كرة قدم مغربي سابق ، شغل مركز مهاجم بعدة أندية مغربية و تركية .
لعب البدراوي لأندية إرزورومسبور
،بورصاسبور،أضنة سبور في الدوري التركي . كما لعب أيضا لنادي الترجي سنة 1997 في كأس الاتحاد الأفريقي لكرة القدم 
كان واحدا من بين اللاعبين الذين شاركوا في أولمبياد 1992، و قد ظهر في مبارتين. و شارك أيضا مع المنتخب المغربي في كأس إفريقيا 2000 

## روابط خارجية
- محمد البدراوي على موقع الاتحاد الدولي (مؤرشف)  (الإنجليزية)
- محمد البدراوي على موقع اتحاد تركيا (لاعب) (الإنجليزية)
- محمد البدراوي على موقع قاعدة بيانات كرة القدم.إي يو (الإنجليزية)
- محمد البدراوي على موقع ناشيونال فوتبول تيمز (الإنجليزية)
- محمد البدراوي على موقع أوليمبيديا (الإنجليزية)